# Sleeping Bag
Sleeping Bag è un singolo del gruppo musicale statunitense ZZ Top, pubblicato nel 1985 ed estratto dall'album Afterburner.

## Tracce
- 7"

1. Sleeping Bag – 4:02
2. Party on the Patio – 2:48

## Formazione
- Billy Gibbons – chitarra, voce
- Dusty Hill – basso, cori
- Frank Beard – batteria, cori